# Wayne Northrop
Wayne Alan Northrop (ur. 12 kwietnia 1947 w Sumner, zm. 29 listopada 2024 w Los Angeles) – amerykański aktor telewizyjny.
Odtwórca roli Michaela Culhane’a, szofera potentata naftowego Blake’a Carringtona w operze mydlanej ABC Dynastia  (1981, 1986–1987). 

## Życiorys
Urodził się i dorastał w Sumner w stanie Waszyngton w jako syn Donny Jean Forrest i Roberta Northropa. Jego ojciec był dyrektorem w firmie produkującej pudełka z tektury falistej. Wychowywała go macocha Janet Hall Northrop. Ukończył studia na Uniwersytecie Waszyngtońskim, gdzie uzyskał tytuł licencjata na wydziale komunikacji. Następnie przeprowadził badania rynkowe dla firmy zajmującej się telewizją kablową. Przez kilka lat podróżował po Europie, ucząc się przy okazji języka niemieckiego. Po powrocie do domu, zapisał się na zajęcia aktorskie w lokalnym Seattle Community College.
W 1975 dołączył do zespołu Los Angeles Actors’ Theater, na którego czele stał Ralph Waite. Swoją karierę aktorską rozpoczął od występu na scenie w sztuce Arnolda Weskera Kuchnia (The Kitchen). W 1977 po raz pierwszy trafił na mały ekran jako członek zespołu w jednym z odcinków serialu ABC Osiem to dostateczna ilość (Eight Is Enough) – pt. „Powrót cioci V” (The Return of Auntie V) u boku Dicka Van Pattena. Geno Haven, który był dyrektorem castingu, załatwił mu małe role w telewizji.
Od odcinka pilotażowego „Oil” (1981), aż do finału pierwszego sezonu „The Testimony” (1981) grał postać Michaela Culhane’a, chciwego kierowcy limuzyny rodziny Carringtonów, który wdał się w seksualny związek z Fallon Carrington Colby (Pamela Sue Martin) i romansował potem z Amandą Carrington (Catherine Oxenberg) w operze mydlanej ABC Dynastia. Powrócił w premierowym odcinku siódmego sezonu „The Victory” (1986), a odszedł ponownie w odcinku z 1987 roku „The Sublet”. 
W operze mydlanej NBC Dni naszego życia (Days of Our Lives, 1981-1984, 1991-94) wystąpił w roli policjanta Romana Augustusa Brady’ego, a w latach 2005–2006 jako dr Alex North. W dramacie telewizyjnym Tajemnica Lisy (The Haunting of Lisa, 1996) u boku Cheryl Ladd i Coreya Seviera zagrał czarny charakter.
9 maja 1981 w Jennings w stanie Luizjana zawarł związek małżeński z Lynn Herring. Mieli dwóch synów: Hanka Wayne’a (ur. 9 stycznia 1991) i Grady’ego Lee (ur. 20 lipca 1993).
W 2018 zdiagnozowano u niego chorobą Alzheimera. Zmarł 29 listopada 2024 w domu spokojnej starości w Los Angeles w Kalifornii w wieku 77 lat.

## Filmografia
- 1978: Baretta jako Dick
- 1979: The Waltons jako Jeb
- 1981–1984, 1991–1994, 1995: Dni naszego życia (Days of Our Lives) jako Roman Augustus Brady
- 1981, 1986–1987: Dynastia (Dynasty) jako Michael Culhane
- 1985: Going for the Gold: The Bill Johnson Story jako trener Lider
- 1988-1989: Prawnicy z Miasta Aniołów jako porucznik Bill Ringstrom
- 1989: Młodzi jeźdźcy jako Ludy Bryan
- 1995: Never Say Never: The Deidre Hall Story
- 1996: Tajemnica Lisy (The Haunting of Lisa) jako Bob Marsden
- 1997-1998: Port Charles jako Rexford „Rex” Stanton
- 2004: Dowody zbrodni jako pośrednik gracza w golfa
- 2005–2006: Dni naszego życia (Days of Our Lives) jako dr Alex North